# 장쉰
장쉰(張勳, Zhāng Xūn, 1854년 9월 16일 ~ 1923년 9월 11일)은 청나라 말기와 중화민국 초기의 군벌 정치인이다. 자(字)는 사오쉬안(少軒, 소헌)이다. 본명은 장화(張和)였으며, 호(號)는 송수노인(松壽老人)이다. 청(淸) 강서성(江西省) 남창부(南昌府) 봉신현(奉新縣) 적전촌(赤田村) 출신이다. 청말민초 장령으로, 청에서는 강남제독(江南提督)에 임명되어 양강총독(兩江總督)을 대리하였고, 민국시기에는 장강순열사(長江巡閱使) 정무상장군(定武上將軍)이 되었다. 1917년 7월 1일 선통제(宣統帝)를 잠시 복위시키고 청나라 소조정 제2대 섭정을 맡았다.(장훈복벽) 그러나 곧 반격을 받아 복벽은 무산되고 선통제 복위 11일만인 1917년 7월 12일을 기하여 선통제의 퇴위와 함께 그도 섭정에서 물러남과 동시에 중화민국 해군 대장 예편하였다. 복벽(復辟) 시기에는 충용친왕(忠勇親王)에 봉해졌다. 이는 청조 및 중국 역사상 가장 마지막 친왕이었다.

### 초기 이력
장시성 출신으로 농가에서 태어났다. 어려서 부모를 잃고, 15세에 머슴살이를 하다가 후에 글공부를 시작하였다. 1879년 군대에 들어갔고, 1884년 광시성에 파병되어 청불전쟁에 참전하였다. 이 전쟁에서 공훈을 세워 참장(參將), 명청대 군대 계급상 제3위)으로 발탁되었고, 이후 광시 성에 주둔하였다. 1894년 청일전쟁이 발발하자, 펑톈에 주둔하였다. 후에 위안스카이를 따라 산둥성에서 의화단을 진압했고, 총병(總兵, 명청대 군대 계급상 제1위)으로 승진하였다.
1901년 베이징의 황궁수비를 맡았고, 서태후와 광서제를 수행하였다. 선통제 3년인 1911년, 강남도독에 임명되었다.

### 신해혁명 이후
신해혁명이 발발하자, 난징을 사수하라는 명령을 받고 제9신군을 이끌고 수비했다. 오래지 않아 혁명군에게 패하여 쉬저우로 후퇴했다. 이때 청나라 정부에 의해 강소순무 겸 양강총독서리, 남양대신에 임명되었다. 선통제가 퇴위하고 중화민국 정부가 수립되고 위안스카이가 총통에 취임하자, 그는 부대이름을 무위전군(武衛前軍)이라고 개칭하고, 청나라에 변함없는 충성을 바칠 것을 표방하였다. 특히 부대원이 변발을 자르는 것을 엄금하여 사람들은 그의 군대를 "변자군" (辫子軍), 그를 "변수(辨帥, 변발한 장군)"라고 불렀다.
이차혁명 중 자신의 군을 이끌고 난징을 공략하였는데, 병사들의 살인과 약탈을 방관하였다. 이후 위안스카이에 의해 강소독군으로 임명되었고, 이어 장강순열사로 임명되어 쉬저우로 이동하였다.

### 복벽 운동과 복벽사건
1917년 중화민국 국회를 해산하는 문제로 총통이던 리위안훙과 국무총리 돤치루이가 대립하는 소위 "부원지쟁"(府院之爭)이 벌어졌다. 리는 돤을 해임하였고, 돤은 톈진으로 가서 즉시 각 성의 도독으로 있던 자신의 부하들을 쉬저우로 소집하여 무력시위를 벌였다. 이들은 회합 이후, 몇 개 성은 독립을 선포하고, 베이징 정부를 인정하지 않았다. 리위안훙은 장쉰을 베이징으로 불러들여 이를 중재하도록 하였고, 장쉰은 이를 계기로 3천 명의 병력을 이끌고 입성하였다.
이때 음모를 꾸며 6월 30일 저녁 입궁하여 "어전회의"를 열고 선통제 복위(復辟, 복벽)와 청조 부흥을 선포하였다. 심야에 장쉰의 병력은 기차역과 전신국 등을 점령하였다. 그리고 리위안훙에게도 자신에 협력할 것을 권유했다.
7월 1일 새벽 장쉰은 청나라 조복을 입고 캉유웨이 등의 무리를 이끌고 12세의 푸이를 등극시켰다. 이후 섭정으로써 각종 공화 제도를 다시 전제왕정으로 되돌리려는 복고 정책을 반포하였다. 장쉰은 스스로 의정대신과 직례총독겸 북양대신에 올라 군권과 정권을 장악하였다.

### 실각
복벽의 소식이 알려지자 전국은 반대의 목소리로 들끓었고, 쑨원은 상하이에서 이를 반역으로 규정하고, 각성의 혁명당원에게 이를 토벌할 것을 명령하는 격문을 발표하였다. 각지에서 복벽에 반대하는 운동이 벌어졌고, 장쉰을 토벌할 것을 요구하였다. 리위안홍은 복벽에 협력할 것을 거절하였고, 중화민국 주재 일본 대사관으로 피신하였다.
병력을 보유하고 있던 돤치루이는 일본의 재정지원을 받아 7월 3일 톈진에서 군사를 일으켰다. 돤은 장의 군대를 단숨에 격파했고, 장은 급히 중화민국 주재 네덜란드 대사관으로 도피하였다. 7월 12일 푸이는 다시 퇴위를 발표했고, 14일 돤치루이는 베이핑(베이징)에 입성하여 정부를 장악하였다.

### 이후
1918년 신임 총통인 쉬스창은 장쉰을 사면해 주었다. 1919년 반제국주의를 기치로 한 애국적인 5.4운동이 발발하자 장쉰은 이를 지지하기도 하였다. 장쉰은 이후 톈진으로 가서 각종 산업 투자로 많은 재산을 모으기도 했다. 몇 차례 장쭤린 등의 청원을 받는 등 다시 군직 복귀 관련 요청을 받기도 했지만, 장쉰은 이를 거절하였다. 1923년 9월 12일 장은 70세로 사망하였고, 그에 의해 복위될 뻔했던 푸이는 그에게 시호를 내리고 조문하기도 하였다.

## 인물과 성격
장쉰은 단순하고 급한 성격이었으며, 그의 군대는 군기가 느슨하여 많은 민폐를 끼쳤다. 그러나 전투에 용감했고, 전통적인 충의와 보은을 중시했으며, 술수나 음모를 모르는 명랑한 성격을 가졌다.

## 역대 선거 결과
| 선거명      | 직책명          | 대수 | 정당   | 1차 득표율 | 1차 득표수 | 2차 득표율 | 2차 득표수 | 3차 득표율 | 3차 득표수 | 결과 | 당락 |
| ----------- | --------------- | ---- | ------ | ---------- | ---------- | ---------- | ---------- | ---------- | ---------- | ---- | ---- |
| 1916년 선거 | 중화민국 부총통 | 2대  | 무소속 | -%         | 1표        |            |            |            |            | 14위 | 낙선 |

| 전임 보국공 푸쥔 | 청나라 소조정(수장: 청 선통제 푸이)의 제2대 섭정 1917년 7월 1일 ~ 1917년 7월 12일 | 후임 여허나라 나둥 |

틀:선통제의 섭정